# Bedarfsgerechtigkeit
Der Begriff Bedarfsgerechtigkeit (auch Bedürfnisgerechtigkeit oder englisch needs-based justice) bezeichnet eine Position zur Verteilungsgerechtigkeit, wonach die Verteilung von Gütern oder Einkommen innerhalb einer Gesellschaft dann als gerecht gilt, wenn sie den Bedürfnissen der jeweiligen Gesellschaftsmitglieder entsprechen. 
Einige Vertreter der Idee der Bedarfsgerechtigkeit sehen diese in marktwirtschaftlich organisierten Systemen nicht erfüllt und fordern daher eine staatliche Umverteilung der Einkommen. Kritiker wenden ein, dass dies den Leistungsanreiz beeinträchtige und Bedürfnisse individuell verschieden und daher nicht objektiv ermittelbar seien.
Um zu ermitteln, wie gerecht eine Verteilung hinsichtlich ihrer Bedarfsgerechtigkeit ist, werden Maße der Bedarfsgerechtigkeit diskutiert, die eine Beurteilung von Verteilungssituationen in dieser Hinsicht ermöglichen.
Das Prinzip der Bedarfsgerechtigkeit spielt eine Rolle in der Diskussion um einen gerechten Preis sowie um Mindestlöhne und Mindestbedarfe.